# Distress (romanzo)
Distress è un romanzo di fantascienza del 1995 dello scrittore australiano Greg Egan.

## Trama
Andrew Worth è un reporter; è sufficiente un suo pensiero per attivare la microtelecamera impiantata nel suo occhio, collegata ad un sistema di registrazione inserito chirurgicamente nel suo addome, materiale molto avanzato che peraltro Andrew deve ancora finire di pagare. Non che sia a corto di soldi: i servizi giornalistici in campo scientifico che realizza per il suo network gli garantiscono una vita agiata.
Quando la sua ragazza lo lascia, decide di concentrarsi sul lavoro e si fa assegnare un servizio su un importante convegno scientifico che si tiene su Senza Stato. Questa è di un'isola artificiale, galleggiante, costruita in mezzo all'oceano grazie alla bioingegneria (rubata ad una multinazionale) e abitata da una felice società di anarchici. Qui il giornalista incontra Violet Mosala, una scienziata che è in procinto di presentare al mondo scientifico la sua attesissima "teoria del tutto", una rivoluzionaria teoria fisica che dovrebbe unificare tutti i fenomeni studiati dai diversi campi della scienza, dando la spiegazione definitiva dell'universo: una scoperta destinata a rivoluzionare il pensiero - non solo scientifico - dell'intera umanità.
Alcuni però sembrano temere la "teoria del tutto": c'è chi ha assoldato dei killer per uccidere Mosala; una misteriosa setta sostiene che il disvelamento della verità definitiva metterebbe fine all'universo stesso.
Nel frattempo, una misteriosa sindrome in grado di sconvolgere la mente serpeggia in tutto il mondo. La malattia, di cui non si conosce alcuna cura, è chiamata semplicemente "Distress".

## Edizioni
Il romanzo, tradotto da Riccardo Valla, è stato pubblicato in Italia il 21 aprile 2002 nel numero 1437 della collana Urania.